# 府尹
府尹（ふいん）は、かつて中国、ベトナム、朝鮮に設けられた官職である。

## 歴史
都、もしくは陪都に設けられた府の主官で、府の事務を統括した。品等は正三品で、府丞、治中、通判等がその下に置かれた。、
明代は金陵応天府に応天府尹、燕京順天府に順天府尹が置かれ、清代になると盛京遼陽府（後に瀋陽奉天府）に遼陽府尹（奉天府尹）が置かれた。

### ベトナム
光順10年（1469年）、後黎朝大越の都昇龍に置かれていたそれまでの中都府が奉天府に改められると、その主官として奉天府尹が置かれた。明命4年（1823年）、阮朝越南の都順化に承天府が設けられると、その主官として承天府尹が置かれた。

### 朝鮮半島
朝鮮の地方官庁である府の長で、従二品文官の外職であり、観察使と同格であった。全羅道の全州府、慶尚道の慶州府、咸鏡道の永興府（後に監営を咸興府に移して永興護府に降格）、平安道の平壌府と義州府に府尹が置かれた。
開国504年（1895年）に二十三府制を施行して府・州・郡・県の行政単位を郡に統一すると府尹の名前は消えたが、翌開国505年（1896年）に復活した。日帝時代の1914年（大正3年）4月1日に府制が施行されると、その長が府尹とされた。
光復後も、府尹という役職は大韓民国政府が樹立された1949年8月15日に府が市に置き換えられるまで存在した。